# برمس (آذغان)
برمس (بالفارسية: برمس) هي منطقة سكنية تقع في إيران في قسم آذغان الریفي. يقدر عدد سكانها بـ 215 نسمة .